# InnoLux Corporation
Innolux Corporation — тайваньская компания, производитель плоскопанельных дисплеев, включая компьютерные мониторы, дисплеи для ноутбуков, планшетов, мобильных телефонов и автомобилей, а также дисплеи для медицинского оборудования. Штаб-квартира находится в городе Чжунань уезда Мяоли, входящего в Научный парк Синьчжу.

## История
Старший предшественник, Chi Mei Corporation, был основан в 1950 году. Первоначально это была сеть магазинов детской одежды (Chi Mei в переводе с китайского — уникальная красота). В конце 1950-х годов Chi Mei начала производство игрушек, а в 1960-х годов — пластмасс и ламинированных древесно-стружечных плит, в том числе на экспорт, также стала одним из крупнейших в мире производителей пуговиц. С середины 1960-х годов началось технологическое партнёрство с Mitsubishi. В середине 1990-х годов корпорация решила начать осваивать более высокотехнологичное производство, для чего в 1997 году была основана дочерняя компания Chi Mei Electronics; в качестве партнёра была привлечена японская корпорация Fujitsu. В 1998 году была создана ещё одна дочерняя компания, Chi Mei Optoelectronics, для производства ЖК-дисплеев. В 1999 году было заключено соглашение на поставки ЖК-дисплеев для Dell. В 2001 году у IBM был куплен японский промышленный комплекс Yasu Industrial Complex, включая технологии.
Основная компания, Innolux Display, была основана в 2003 году как дочерняя структура Foxconn. В октябре 2006 года она разместила акции на Тайваньской фондовой бирже. В ноябре 2006 года была поглощена Jemitek Electronics Corporation. Следующими поглощения и стали TPO Displays Corporation в октябре 2009 года и Chi Mei Optoelectronics в ноябре 2009 года. В марте 2010 года название Innolux Display было изменено на Chimei Innolux, а в декабре 2012 года — на Innolux Corporation.
В 2010 году 5 производителей ЖК-дисплеев были оштрафованы Еврокомиссией в сумме на 649 млн евро за создание картельного сговора; Innolux заплатила самый большой штраф — 400 млн евро.
В 2022 году занимала 1130-е место в списке крупнейших публичных компаний мира Forbes Global 2000; в 2023 году выпала из списка из-за падения продаж на 36 % и убытков.

## Деятельность

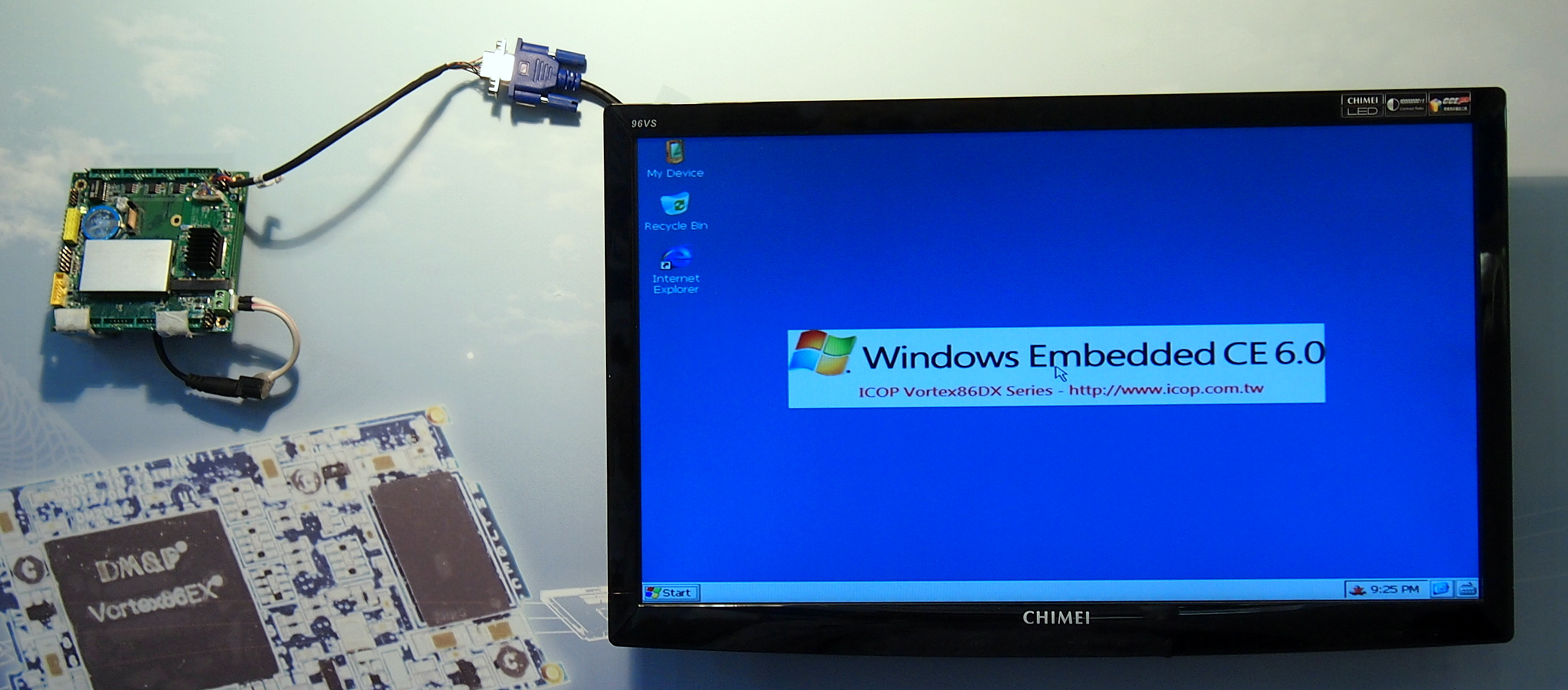
Дисплей Chimei на выставке Embedded World 2014

Основной продукцией компании являются жидкокристаллические дисплеи, поставляемые в качестве комплектующих производителям телевизоров, мониторов, ноутбуков, планшетов, смартфонов, автомобилей и медицинского оборудования. Также компания выпускает сенсорные дисплеи для смартфонов, планшетов, электронных книг и другой электроники.
На рынке плоскопанельных дисплеев компания в 2022 году занимала 5-е место в мире с долей 9,5 %. В категории дисплеев для ноутбуков и планшетов занимала 2-е место с долей 19 %.
Выручка компании за 2022 год составила 224 млрд новых тайваньских долларов (7,29 млрд долларов США), её распределение по регионам: Гонконг — 29 %, КНР — 11 %, Тайвань — 23 %, Америка — 18 %, другие регионы — 19 %.